# Triphyllozoon patens
Triphyllozoon patens är en mossdjursart som beskrevs av Harmer 1934. Triphyllozoon patens ingår i släktet Triphyllozoon och familjen Phidoloporidae. Inga underarter finns listade i Catalogue of Life.